# Bill Mollison
Bruce Charles 'Bill' Mollison (Stanley, 4 maggio 1928 – Hobart, 24 settembre 2016) è stato un biologo, agronomo, naturalista ed accademico australiano.
Docente per molti anni all'Università della Tasmania, divenne noto soprattutto come creatore della Permacultura, inizialmente concepita come insieme di pratiche agronomiche orientate al mantenimento naturale della fertilità del terreno e poi sviluppata come sistema integrato di progettazione che intreccia anche tematiche proprie dell'architettura, dell'economia, dell'ecologia e dei sistemi giuridici per le imprese e le comunità. La teoria della Permacultura fu sviluppata da Mollison insieme a David Holmgren. 
Bill Mollison ottenne il Right Livelihood Award nel 1981 insieme a Mike Cooley e Patrick van Rensburg.